# Бесчетверной, Николай Ильич
Николай Ильич Бесчетверной (Николаев) (1895, Ростов-на-Дону, область Войска Донского — 29 мая 1937) — советский партийный деятель, журналист, редактор газеты «Коммунист». Член ЦК КП(б)У в октябре 1918 — марте 1919 г. Кандидат в члены ЦК КП(б)У в марте — апреле 1920 г. Член Временного бюро ЦК КП(б)У в марте — апреле 1920 г. Секретарь ЦК КП(б)У в марте 1920 года.

## Биография
Член РСДРП(б) с 1915 года. Партийный псевдоним — Николаев, Николай. Вел революционную работу в городе Харькове.
В 1918 году — член Харьковского подпольного губернского комитета КП(б)У, кандидат в члены Исполнительного бюро ЦК КП(б)У, член Изюмского уездного организационного бюро КП(б)У Харьковской губернии. С марта 1919 года — член исполнительного комитета Харьковского губернского совета. Затем — в Красной армии.
В 1920 году — редактор центрального органа КП(б)У газеты «Коммунист», выходившей в городе Харькове.
23 марта — 25 марта 1920 года — секретарь ЦК КП(б)У.
С 1922 года — заместитель председателя правления издательства «Красная новь».
18 декабря 1927 исключен из ВКП(б) за оппозиционную деятельность. Вскоре был восстановлен в коммунистической партии.
До 1932 года — заместитель начальника Сектора Главного управления автотракторной промышленности Народного комиссариата тяжелой промышленности СССР.
В 1932 году арестован и осуждён на три года лишения свободы. Вновь был арестован органами НКВД 4 сентября 1936 года. Расстрелян 29 мая 1937 года. Реабилитирован.